# Skylar Diggins
Skylar Kierra Diggins (South Bend, 2 agosto 1990) è una cestista statunitense.

## Carriera
È stata selezionata dalle Tulsa Shock al primo giro del Draft WNBA 2013 con la 3ª chiamata assoluta.
Con gli Stati Uniti ha disputato i Giochi olimpici di Tokyo 2020.

## Statistiche

### College
| Anno      | Squadra             | PG  | PT  | MP   | TC%  | 3P%  | TL%  | RP  | AP  | PRP | SP  | PP   |
| --------- | ------------------- | --- | --- | ---- | ---- | ---- | ---- | --- | --- | --- | --- | ---- |
| 2009-2010 | Notre Dame F. Irish | 35  | 30  | 29,4 | 43,9 | 35,0 | 78,2 | 4,1 | 3,2 | 2,6 | 0,7 | 13,8 |
| 2010-2011 | Notre Dame F. Irish | 39  | 37  | 31,4 | 43,2 | 33,3 | 73,2 | 4,0 | 4,8 | 1,9 | 0,4 | 15,0 |
| 2011-2012 | Notre Dame F. Irish | 39  | 39  | 30,8 | 50,0 | 35,5 | 78,6 | 3,3 | 5,7 | 2,6 | 0,5 | 16,8 |
| 2012-2013 | Notre Dame F. Irish | 37  | 37  | 32,0 | 42,3 | 36,2 | 81,4 | 3,5 | 6,1 | 3,1 | 0,7 | 17,1 |
| Carriera  | Carriera            | 150 | 143 | 30,9 | 44,8 | 35,0 | 77,8 | 3,7 | 5,0 | 2,5 | 0,6 | 15,7 |

### WNBA

#### Regular Season
| Anno     | Squadra         | PG  | PT  | MP   | TC%  | 3P%  | TL%  | RP  | AP  | PRP | SP  | PP   |
| -------- | --------------- | --- | --- | ---- | ---- | ---- | ---- | --- | --- | --- | --- | ---- |
| 2013     | Tulsa Shock     | 32  | 21  | 26,4 | 32,8 | 24,4 | 83,3 | 1,9 | 3,8 | 1,3 | 0,3 | 8,5  |
| 2014     | Tulsa Shock     | 34  | 34  | 35,1 | 42,4 | 28,4 | 84,2 | 2,5 | 5,0 | 1,5 | 0,6 | 20,1 |
| 2015     | Tulsa Shock     | 9   | 9   | 32,1 | 40,5 | 44,8 | 91,8 | 2,7 | 5,0 | 1,6 | 0,3 | 17,8 |
| 2016     | Dallas Wings    | 27  | 25  | 28,3 | 39,0 | 29,9 | 78,8 | 1,9 | 3,4 | 1,1 | 0,3 | 13,1 |
| 2017     | Dallas Wings    | 34  | 34  | 34,2 | 42,2 | 35,0 | 89,4 | 3,5 | 5,8 | 1,3 | 0,8 | 18,5 |
| 2018     | Dallas Wings    | 32  | 32  | 34,1 | 40,3 | 29,7 | 83,9 | 3,3 | 6,2 | 1,4 | 0,5 | 17,9 |
| 2020     | Phoenix Mercury | 22  | 22  | 30,7 | 47,4 | 39,7 | 90,0 | 3,3 | 4,2 | 0,9 | 0,5 | 17,7 |
| 2021     | Phoenix Mercury | 32  | 32  | 32,5 | 45,0 | 37,0 | 81,8 | 3,2 | 5,3 | 1,1 | 0,8 | 17,7 |
| 2022     | Phoenix Mercury | 30  | 30  | 34,0 | 42,9 | 29,6 | 84,4 | 4,0 | 5,5 | 1,5 | 1,0 | 19,7 |
| 2024     | Seattle Storm   | 40  | 40  | 31,6 | 42,7 | 29,1 | 86,7 | 2,6 | 6,4 | 1,7 | 0,9 | 15,1 |
| Carriera | Carriera        | 292 | 279 | 32,0 | 41,9 | 32,3 | 84,9 | 3,0 | 5,0 | 1,4 | 0,6 | 16,6 |

#### Playoffs
| Anno     | Squadra         | PG | PT | MP   | TC%  | 3P%  | TL%  | RP  | AP  | PRP | SP  | PP   |
| -------- | --------------- | -- | -- | ---- | ---- | ---- | ---- | --- | --- | --- | --- | ---- |
| 2017     | Dallas Wings    | 1  | 1  | 35,0 | 33,3 | 20,0 | 100  | 2,0 | 3,0 | 0,0 | 0,0 | 15,0 |
| 2018     | Dallas Wings    | 1  | 1  | 38,0 | 42,1 | 16,7 | 100  | 4,0 | 7,0 | 0,0 | 0,0 | 23,0 |
| 2020     | Phoenix Mercury | 2  | 2  | 36,5 | 30,3 | 23,1 | 90,0 | 5,0 | 5,5 | 0,5 | 0,0 | 16,0 |
| 2021     | Phoenix Mercury | 11 | 11 | 34,9 | 36,8 | 31,1 | 74,1 | 3,6 | 6,1 | 1,0 | 0,5 | 13,9 |
| 2024     | Seattle Storm   | 2  | 2  | 36,0 | 31,3 | 30,0 | 100  | 2,0 | 9,0 | 2,0 | 1,5 | 14,5 |
| Carriera | Carriera        | 17 | 17 | 35,4 | 35,4 | 28,4 | 84,3 | 3,5 | 6,2 | 0,9 | 0,5 | 14,8 |

## Palmarès

### Squadra
- Mondiali 3x3: 1
Atene 2012.

### Individuale
- WNBA Most Improved Player (2014)
- 4 volte All-WNBA First Team (2014, 2017, 2021, 2022)
- 2 volte All-WNBA Second Team (2018, 2020)